# Кучерівка (Кропивницький район)
Куче́рівка — село в Україні, у Суботцівська сільській громаді Кропивницького району Кіровоградської області. Населення становить 182 осіб. 

## Археологія
Біля села у 1763 році при розкопках Литої Могили (Мельгуновського кургану) виявлено поховання вождя одного зі скіфських племен кінця VII — початку VI століття до н. е. При цьому знайдено золоті прикраси із зображенням степового орла, які і були використані як символ при розробці варіантів герба Кіровоградської області. При стилізації зображення орла на гербі збережено всі основні риси археологічної знахідки.

## Населення
Згідно з переписом УРСР 1989 року чисельність наявного населення села становила 235 осіб, з яких 101 чоловік та 134 жінки.
За переписом населення України 2001 року в селі мешкали 182 особи. 100 % населення вказало своєю рідною мовою українську мову.